# Catharina Lodders

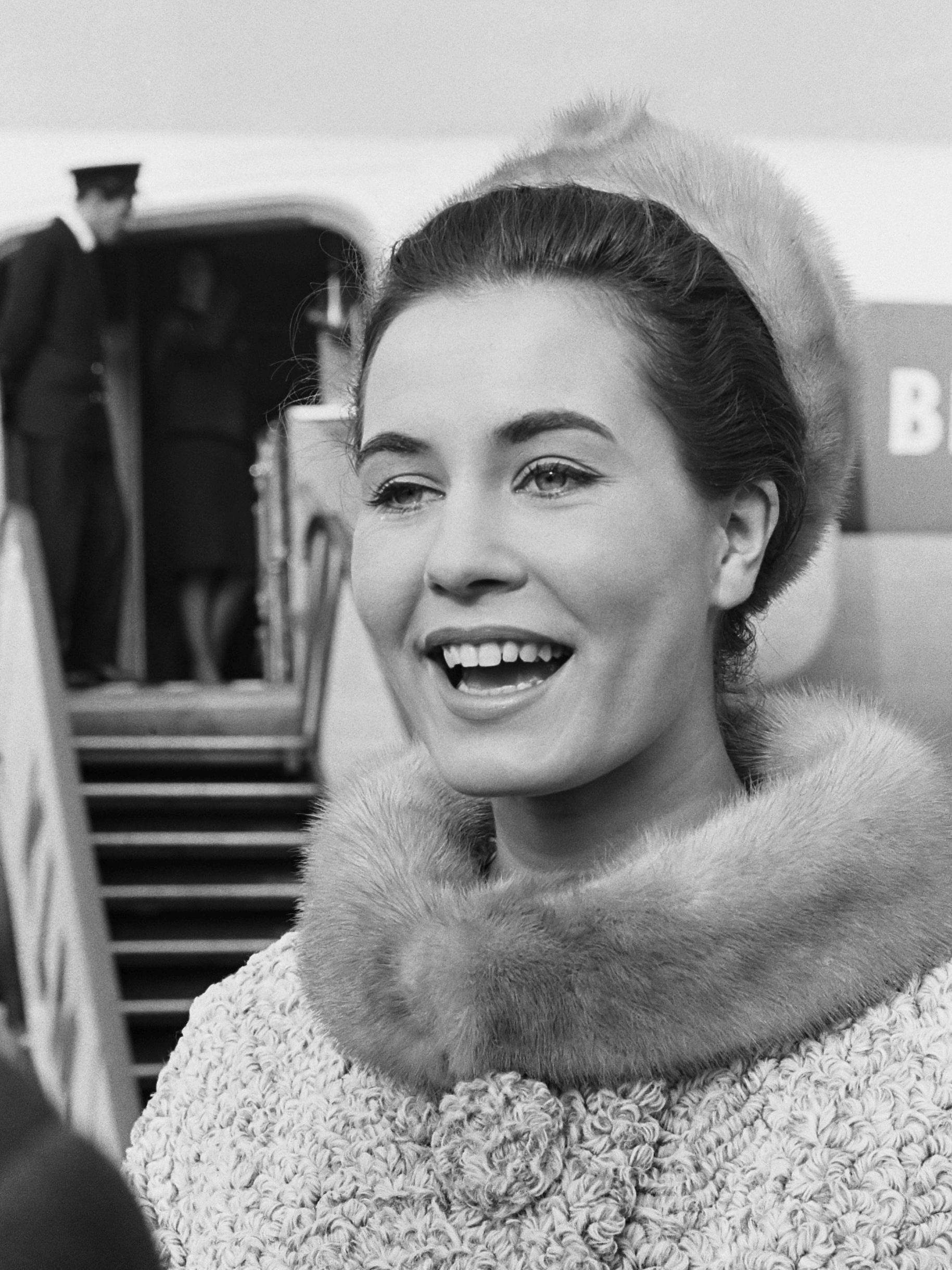
Rina Lodders (1963)

Catharina Johanna (Rina) Lodders (Haarlem, 28 januari 1942) is een Nederlands ex-fotomodel. Ze werd op 9 november 1962 tot Miss World gekroond. Ze was na Corine Rottschäfer de tweede Miss World van Nederlandse afkomst. De titel leverde haar destijds 30.000 gulden op.
In oktober 1963 leerde Rina de Amerikaanse zanger Chubby Checker kennen. In 1964 trouwden ze in de Lutherse kerk van Pennsauken in de Amerikaanse staat New Jersey. Kort voor het huwelijk schreef Checker de hit "Loddy Lo", voor Rina. Checker en Lodders kregen drie kinderen, van wie twee dochters als fotomodel hun brood verdienen.